# Vimala Wijewardene
Vimala Wijewardene, född 1908, död 1994, var en lankesisk politiker.
Hon var hälsominister 1956-58. 
Hon var sitt lands första kvinnliga minister.  